# Vòng loại Giải vô địch bóng đá thế giới 2026 – Khu vực châu Phi (Bảng A)
Bảng A của vòng loại Giải vô địch bóng đá thế giới 2026 khu vực châu Phi là một trong chín bảng đấu của CAF cho vòng loại Giải vô địch bóng đá thế giới 2026. Bảng này bao gồm các đội tuyển Ai Cập, Burkina Faso, Guiné-Bissau, Sierra Leone, Ethiopia và Djibouti.
Đội nhất bảng sẽ trực tiếp giành quyền tham dự Giải vô địch bóng đá thế giới 2026, và các đội nhì bảng sẽ có thể giành quyền thi đấu tại vòng play-off để xác định một đội tiến vào vòng play-off liên lục địa.

## Bảng xếp hạng
| VT | Đội          | ST | T | H | B | BT | BB | HS  | Đ  | Giành quyền tham dự                |     | Ai Cập | Burkina Faso | Sierra Leone | Ethiopia | Guiné-Bissau | Djibouti |
| -- | ------------ | -- | - | - | - | -- | -- | --- | -- | ---------------------------------- | --- | ------ | ------------ | ------------ | -------- | ------------ | -------- |
| 1  | Ai Cập       | 6  | 5 | 1 | 0 | 14 | 2  | +12 | 16 | Giải vô địch bóng đá thế giới 2026 |     | —      | 2–1          | 1–0          | T09      | T10          | 6–0      |
| 2  | Burkina Faso | 6  | 3 | 2 | 1 | 13 | 7  | +6  | 11 | Có thể giành quyền vào vòng 2      |     | T09    | —            | 2–2          | T10      | 1–1          | 4–1      |
| 3  | Sierra Leone | 6  | 2 | 2 | 2 | 7  | 7  | 0   | 8  |                                    |     | 0–2    | T10          | —            | T09      | 3–1          | 2–1      |
| 4  | Ethiopia     | 6  | 1 | 3 | 2 | 7  | 7  | 0   | 6  |                                    | 0–2 | 0–3    | 0–0          | —            | T10      | 6–1          |          |
| 5  | Guiné-Bissau | 6  | 1 | 3 | 2 | 5  | 7  | −2  | 6  |                                    | 1–1 | 1–2    | T09          | 0–0          | —        | T09          |          |
| 6  | Djibouti (Z) | 6  | 0 | 1 | 5 | 4  | 20 | −16 | 1  |                                    | T10 | T09    | T10          | 1–1          | 0–1      | —            |          |

## Các trận đấu
| Ethiopia | 0–0      | Sierra Leone |
| -------- | -------- | ------------ |
|          | Chi tiết |              |

| Ai Cập                                                           | 6–0      | Djibouti |
| ---------------------------------------------------------------- | -------- | -------- |
| - Salah 17', 22' (ph.đ.), 48', 69' - Mohamed 73' - Trézéguet 89' | Chi tiết |          |

| Burkina Faso | 1–1      | Guiné-Bissau |
| ------------ | -------- | ------------ |
| - Traoré 61' | Chi tiết | - Baldé 20'  |

| Sierra Leone | 0–2      | Ai Cập               |
| ------------ | -------- | -------------------- |
|              | Chi tiết | - Trézéguet 18', 62' |

| Djibouti | 0–1      | Guiné-Bissau    |
| -------- | -------- | --------------- |
|          | Chi tiết | - Rodrigues 39' |

| Ethiopia | 0–3      | Burkina Faso                                    |
| -------- | -------- | ----------------------------------------------- |
|          | Chi tiết | - Touré 69' - Traoré 78' (ph.đ.) - Ouattara 90' |

| Sierra Leone              | 2–1      | Djibouti             |
| ------------------------- | -------- | -------------------- |
| - Davies 12' - Kargbo 51' | Chi tiết | - Dadzie 35' (ph.đ.) |

| Ai Cập             | 2–1      | Burkina Faso    |
| ------------------ | -------- | --------------- |
| - Trézéguet 3', 8' | Chi tiết | - L. Traoré 57' |

| Guiné-Bissau | 0–0      | Ethiopia |
| ------------ | -------- | -------- |
|              | Chi tiết |          |

| Djibouti     | 1–1      | Ethiopia      |
| ------------ | -------- | ------------- |
| - Dadzie 29' | Chi tiết | - Wondimu 31' |

| Guiné-Bissau | 1–1      | Ai Cập      |
| ------------ | -------- | ----------- |
| - Baldé 42'  | Chi tiết | - Salah 70' |

| Burkina Faso                             | 2–2      | Sierra Leone                |
| ---------------------------------------- | -------- | --------------------------- |
| - Ouattara 41' - L. Traoré 45+2' (ph.đ.) | Chi tiết | - Kargbo 58' - Bakayoko 88' |

| Burkina Faso | v | Djibouti |
| ------------ | - | -------- |
|              |   |          |

| Sierra Leone | v | Guiné-Bissau |
| ------------ | - | ------------ |
|              |   |              |

| Ethiopia | v | Ai Cập |
| -------- | - | ------ |
|          |   |        |

| Guiné-Bissau | v | Burkina Faso |
| ------------ | - | ------------ |
|              |   |              |

| Ai Cập | v | Sierra Leone |
| ------ | - | ------------ |
|        |   |              |

| Ethiopia | v | Djibouti |
| -------- | - | -------- |
|          |   |          |

| Guiné-Bissau | v | Sierra Leone |
| ------------ | - | ------------ |
|              |   |              |

| Djibouti | v | Burkina Faso |
| -------- | - | ------------ |
|          |   |              |

| Ai Cập | v | Ethiopia |
| ------ | - | -------- |
|        |   |          |

| Burkina Faso | v | Ai Cập |
| ------------ | - | ------ |
|              |   |        |

| Guiné-Bissau | v | Djibouti |
| ------------ | - | -------- |
|              |   |          |

| Sierra Leone | v | Ethiopia |
| ------------ | - | -------- |
|              |   |          |

| Djibouti | v | Ai Cập |
| -------- | - | ------ |
|          |   |        |

| Sierra Leone | v | Burkina Faso |
| ------------ | - | ------------ |
|              |   |              |

| Ethiopia | v | Guiné-Bissau |
| -------- | - | ------------ |
|          |   |              |

| Burkina Faso | v | Ethiopia |
| ------------ | - | -------- |
|              |   |          |

| Djibouti | v | Sierra Leone |
| -------- | - | ------------ |
|          |   |              |

| Ai Cập | v | Guiné-Bissau |
| ------ | - | ------------ |
|        |   |              |

## Cầu thủ ghi bàn
Đang có 50 bàn thắng ghi được trong 18 trận đấu, trung bình 2.78 bàn thắng mỗi trận đấu (tính đến ngày 25 tháng 3 năm 2025).
6 bàn
- Mohamed Salah

5 bàn
- Trézéguet
- Lassina Traoré

3 bàn
- Bertrand Traoré
- Bereket Desta
- Abubeker Nassir

2 bàn
- Zizo
- Dango Ouattara
- Samuel Akinbinu
- Gabriel Dadzie
- Mama Baldé
- Augustus Kargbo

1 bàn
- Mostafa Mohamed
- Josué Tiendrébéogo
- Blati Touré
- Mohamed Zougrana
- Minyelu Wondimu
- Zidane Banjaqui
- Tamble Monteiro
- Mauro Rodrigues
- Amadou Bakayoko
- Mustapha Bundu
- Curtis Davies
- Musa Noah Kamara
- Ibrahim Turay